# Oecobius linguiformis
Espèce
Oecobius linguiformis est une espèce d'araignées aranéomorphes de la famille des Oecobiidae.

## Distribution
Cette espèce est endémique de la Grande Canarie aux îles Canaries en Espagne,.

## Description
La femelle holotype mesure 2,6 mm.

## Publication originale
- Wunderlich, 1995 : Zu Ökologie, Biogeographie, Evolution und Taxonomie einiger Spinnen der Makaronesischen Inseln (Arachnida: Araneae). Beiträge zur Araneologie, vol. 4, p. 385-439.